# Conus catus
Conus catus é uma espécie de gastrópode do gênero Conus, pertencente à família Conidae.

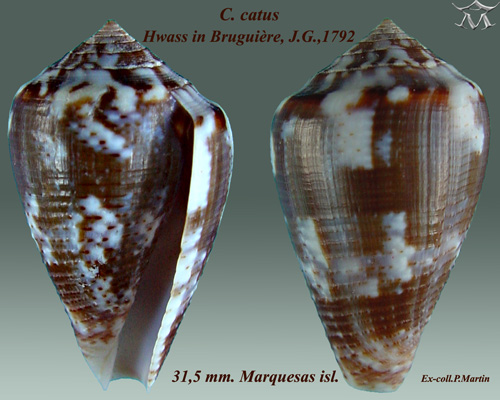
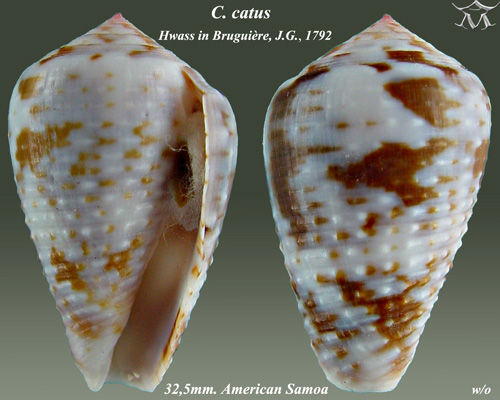
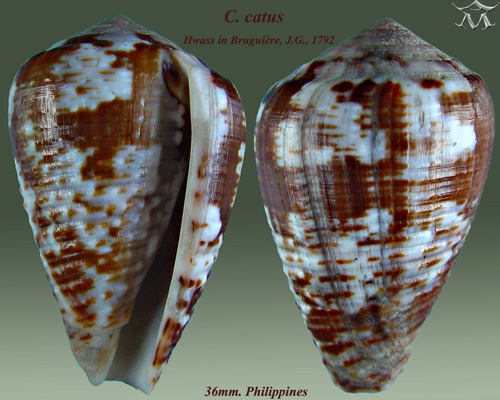